# Zelotes cumensis
Zelotes cumensis är en spindelart som beskrevs av A. V. Ponomarev 1979. Zelotes cumensis ingår i släktet Zelotes och familjen plattbuksspindlar. Inga underarter finns listade i Catalogue of Life.